# The Old Grey Whistle Test
The Old Grey Whistle Test (kortweg Whistle Test of OGWT) is een voormalig muziekprogramma van de BBC. Het liep van 21 september 1971 tot 1 december 1987 en wordt ook wel gezien als voorloper van Later with Jools Holland. In een top 100 aller tijden van Britse televisieprogramma's staat het programma op de 33e plaats. Ook zijn er drie compilatie-dvd's uitgebracht. 

## Geschiedenis
The Old Grey Whistle Test besteedde vooral aandacht aan serieuze bands (dus met weinig glitter en glamour) en liet deze optreden in een kale studio (hoewel er later ook op locatie werd gefilmd). Om technische redenen werden de meeste optredens een dag van tevoren opgenomen. De eerste presentator, Melody Maker-journalist Richard Williams, werd in 1972 vervangen door Whispering Bob Harris die bekendstond om zijn fluisterstem.
In 1978 nam Annie Nightingale de presentatie over. Eind 1980, vlak na de uitzending die in het teken stond van de vermoorde John Lennon, werd ze vervangen door wisselende presentatoren: Andy Kershaw, David Hepworth, Mark Ellen en Richard Skinner, die ook van de partij waren bij Live Aid.
In 1983 verhuisde het programma naar de vroege avond en werd de titel ingekort tot Whistle Test. Ondanks al deze vernieuwingen bleef men het programma met hippietijdperk associëren, en eind 1987 viel het doek met een oudejaarsuitzending vol archiefopnamen.
Dertig jaar na dato keerde het programma op 23 februari 2018 eenmalig terug met een lange uitzending op BBC4. Bob Harris blikte terug met de artiesten en presentatoren van toen, en kondigde ook nieuwe acts aan. Het liveoptreden van Bob Marley & The Wailers uit 1973 (Stir it up) werd door de kijkers verkozen tot het beste.

## Trivia
- Speciaal voor de Japanse groep The Sadistic Mika Band werd het logo op het decor gewijzigd tot The Old Gley Whistle Test.

## Persiflages en gebruik in media
- Benny Hill persifleerde het programma als The Old Grey Whistle Tester. De sketch werd uitgezonden op 24 september 1975.
- Eric Idle (Monty Python) deed dat jaar hetzelfde in een aflevering van Rutland Weekend Television. Zo waren er optredens van Toad The Wet Sprocket (waarnaar de Canadese band uit de jaren '90 is vernoemd) en de "morsdode" Stan Fitch.
- Ook The Fast Show kwam met een persiflage. Jazz Club werd gepresenteerd door de verlegen maar excentrieke Louis Balfour.
- De vierde aflevering van het tweede seizoen van de comedyserie Father Ted heet The Old Grey Whistle Theft.
- De videoclip voor Pure pleasure seeker van de band Moloko is een parodie op de aflevering van OGWT waarin Bob Harris zich laatdunkend uitliet over Roxy Music.